# Ares Borghese
El Ares Borghese es una de las representaciones antiguas más famosas del dios griego Ares. De las muchas copias supervivientes del mismo modelo, la versión Borghese, que forma parte de la colección del Museo del Louvre, en París, Francia, Es una estatua de mármol, una copia romana de un original griego perdido, que representa a un joven desnudo y con casco, probablemente el dios Ares. Se atribuye generalmente al escultor griego Alcámenes, es el mejor conservado y el más famoso, siendo considerado la base comparativa de su prolífica tipología. Esta copia no fue citada en la literatura hasta 1607, cuando Lelio Ceoli la vendió al cardenal Scipione Caffarelli Borghese, de quien la estatua tomó su nombre, siendo instalada en su villa en Roma. Fue comprado por Napoleón Bonaparte al príncipe Camille Borghèse, esposo de su hermana Paulina. En 1807 fue adquirido por el Louvre. Procedente de la colección Borghese, de ahí su nombre, actualmente pertenece a las colecciones del Museo del Louvre. La figura es un poco más grande que la natural (2,20 m) y fue esculpida en mármol blanco.

## Historia y restauraciones
La estatua actual está incompleta y se han vuelto a pegar varias partes (las piernas, el brazo derecho, el pie derecho, el pubis y la parte superior del soporte se han vuelto a pegar). Faltan la cimera y la espada. Gran parte del zócalo que falta se completó en mármol y yeso.
Se exhibe en la sala 344 del ala Sully, dedicada al arte griego clásico y helenístico, en el podio 3.

## Descripción
La estatua, más grande que la natural (2,11 m), representa a un joven desnudo, de pie, con un casco con figuras de grifos y perros en relieve y una ajorca en el tobillo izquierdo. en sus orígenes el brazo izquierdo portaba un escudo metálico y una espada en la derecha. La estatua retoma el contrapposto introducido por Policleto, pero con una variación: la pierna izquierda sirve de apoyo, apoyada contra el tronco de una palma, mientras que la pierna libre, en lugar de estar doblada hacia atrás como en Policleto, está estirada hacia adelante. La pose prefigura la del Discóforo de Naucides. La cabeza está ligeramente inclinada hacia adelante, en una pose melancólica. Según Harrison, está en una posición cercana al clásico contrapposto, salvo por la colocación de los pies, que tocan el suelo con toda la planta. Su rostro es tranquilo y su boca está ligeramente entreabierta.
Pero como la parte distal de este brazo, a partir del codo, es una reconstrucción moderna, se discuten sus atributos originales, e incluso la posición actual del miembro. Los orificios, ahora ocluidos, que existían en el lado izquierdo del torso, deben de ser restos de conexiones de mármol con el brazo primitivo, un recurso técnico utilizado para dar mayor estabilidad a las frágiles extremidades. El tronco de la palma que lo sostiene también es una reconstrucción, al igual que la punta de la nariz y los dedos del pie derecho. La mano derecha podría haber sostenido una lanza, como ocurre en un ejemplar hallado en Leptis Magna, y en la parte superior del casco debería haber habido una cresta de plumas o crines.

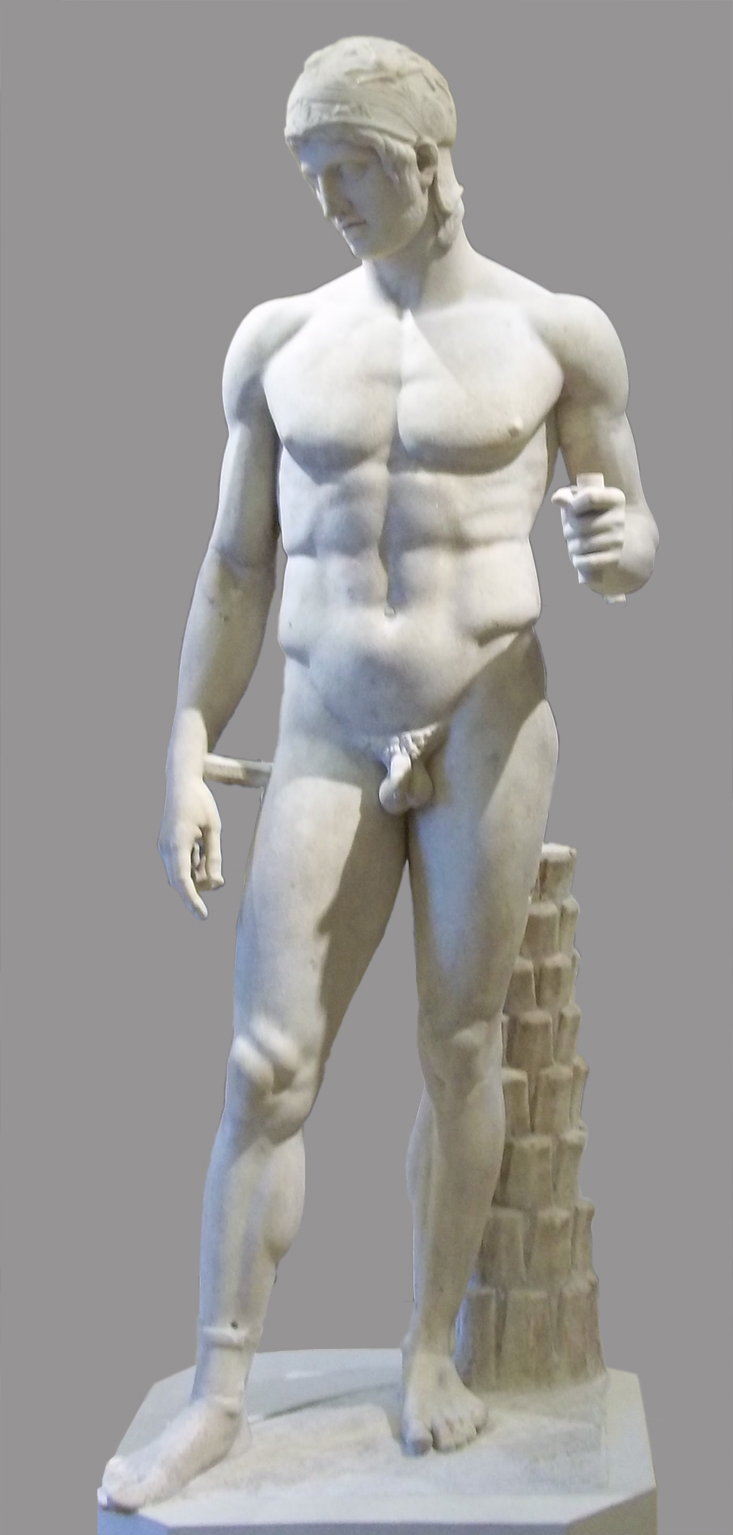
El mismo Ares Borghese. Altura: 2,20 m. Copia en mármol de una escultura de bronce atribuida a Alcámenes, hacia 420 a. C.: tradicionalmente reconocida como copia de la escultura que Pausanias describió en el templo del dios en el ágora de Atenas. Probablemente reelaboración desde el inicio de nuestra era.

Generalmente se identifica la estatua como la representación del dios Ares, aunque no hay certeza al respecto. Para Furtwängler, la ajorca hace referencia al episodio homérico en el que Ares y Afrodita son sorprendidos y apresados por Hefesto La interpretación ha sido criticada. También se ha sugerido que la ajorca simbolizaba la paz refrenando al dios de la guerra. Adolf Furtwängler sugirió la autoría a Alcámenes, o tal vez vino del taller de Fidias.

Tras unos acordes, el aedo comenzó una hermosa canción sobre el amor de Ares y Afrodita coronada. Al principio se unieron en secreto en casa de Hefesto; Ares la había mimado, y por eso insultó el lecho de Hefesto. Pero el dios fue informado de ello por Helios (Sol), que los había sorprendido en pleno abrazo. En cuanto Hefesto oyó esta dolorosa historia, corrió a su fragua [...] y forjó gruesos y fuertes lazos para atrapar a los amantes.
Homero Odisea, VIII, 266-366

El casco, cuya cimera se ha perdido, está adornado con un lebrel y grifos a los lados del sello y dos lebreles corriendo en la parte delantera. Esta iconografía relativamente inusual es la de un casco de desfile de la caballería romana. También se ha sugerido que la estatua es el retrato de Paris por Eufranor mencionado por Plinio el Viejo: el anillo sería simplemente una joya que llevaba el afeminado príncipe troyano; la hipótesis es minoritaria

## Atribución de la estatua
Desde Wilhelm Furtwängler, la estatua se asocia generalmente con un pasaje de Pausanias, en su Descripción de Grecia (siglo II): «cerca de la efigie de Demóstenes, hay un santuario de Ares, donde hay dos estatuas, una de Afrodita, la otra de Ares, hechas por Alcámenes; la de Atenea es obra de un pario, llamado Locro»,  o tal vez provino del taller de Fidias.
Esta atribución tradicional del original, en bronce, plantea la cuestión expuesta por K.J. Hartswick en relación con la copia de mármol: la forma del casco no aparece hasta el siglo II a. C. La estatua actual se remonta al traslado del culto de Ares al ágora de Atenas en el 22 d. C. y se dice que es la estatua de culto de Cayo César, nieto de Augusto, «como el nuevo Ares». Se objetó que la identificación de la estatua con Ares no era segura y que no había nada que vinculara al Ares Borghese original con Atenas. La datación inferior ha sido sin embargo seguida por varios otros autores. Existe consenso en que esta pieza fue creada en Roma durante el periodo imperial, entre los siglos I y II d. C, pero está por ver si se trata de una copia de un original griego o de una creación enteramente romana. En el primer caso, se trataría de una copia de un prototipo en bronce, hoy perdido, de finales del siglo V. La autoría de Alcámenes es ampliamente aceptada, pero no hay pruebas documentales y, de hecho, sigue habiendo mucha controversia.
En el segundo caso, si no se trata de una copia de una estatua específica más antigua, es una reinterpretación romana original y acertada de la tradición clásica. El gran número de copias conservadas, 24, indica que el modelo era muy apreciado. Hartswick señaló que, por lo que se sabe, ninguna de las copias se ha encontrado en suelo griego, y que el supuesto prototipo del siglo V tampoco se ha encontrado en Grecia representado en ningún otro medio (monedas, vasos, relieves u otros), pero también señaló que la representación de Ares siempre fue rara en Grecia, al no ser un dios popular. La forma de su casco también recuerda patrones romanos. En cualquier caso, sus líneas generales son claramente una recuperación del ideal del Alto clasicismo, recuperación que se explica por el amor que los romanos dedicaban a la tradición artística griega, especialmente a la del periodo clásico, cuyas obras se consideraban insuperables en dignidad, equilibrio y belleza. Augusto, en particular, fue un gran mecenas y apreciador de este estilo, y bajo su reinado la escultura romana comenzó su apogeo.
La identificación del sujeto como Ares, aunque generalmente aceptada, tampoco está exenta de polémica y ha variado a lo largo del tiempo. Ha llegado a ser problemática porque en la gran mayoría de las representaciones griegas Ares lleva barba y es un hombre maduro, y el Ares Borghese tiene una barba rala y solo a los lados de la cara, y parece joven. Winckelmann en 1767 lo aceptó y dijo que la ajorca que lleva la figura en el tobillo era un signo común en las estatuas de culto, que significaba el vínculo entre el dios y sus devotos. En 1782, sin embargo, Ennio Visconti supuso que representaba a Aquiles, opinión repetida en el catálogo de las colecciones de la Villa Borghese publicado en 1796. En 1893, Furtwängler volvió a sugerir a Ares, ya que para él la ajorca habría sido un regalo de Afrodita, o un símbolo de la trampa tendida por el traicionado Hefesto. La conexión con el universo marciano también fue reivindicada por Freyer en 1962, que identificó el mismo adorno en vasos pintados, y que se trataba de un regalo que solían hacer las mujeres a los guerreros. [Teseo]] también se ha propuesto, y recientemente Hartswick ha retomado la identificación presentada por Winckelmann, añadiendo que ela ajorca podría ser la expresión de un deseo de paz, «atando» al dios e impidiéndole desencadenar las guerras que constituyen su principal actividad. Curiosamente, esta ajorca no se encuentra en los demás ejemplares, lo que sugiere que este en concreto cumplía una función específica. Según Hartswick, es posible que la creación del Ares Borghese esté vinculada a un programa de Augusto para establecer a su nieto Calígula como un "Nuevo Ares" en Atenas, y la estatua podría ser un retrato idealizado de Calígula en esta condición divinizada.
Existe un gran parecido entre el canon anatómico y el perfil del rostro de Ares y el famoso Doríforo' de Policleto, uno de los fundadores del Estilo clásico en la escultura griega .
El culto y las representaciones del dios Ares no eran numerosos en la Antigua Grecia. Se lo representa principalmente en escenas colectivas.

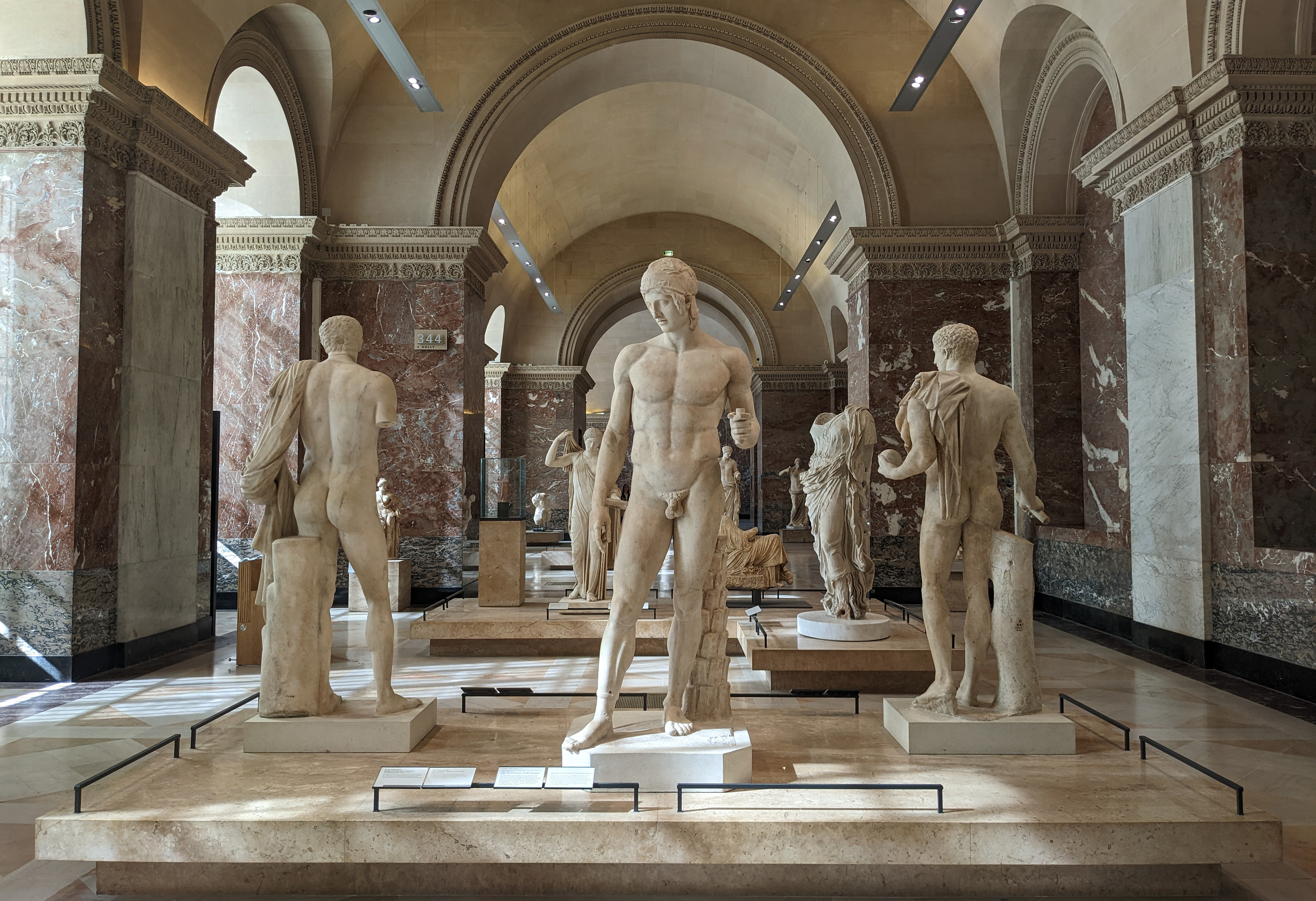
Ares Borghese en su sala de exposición del Louvre.
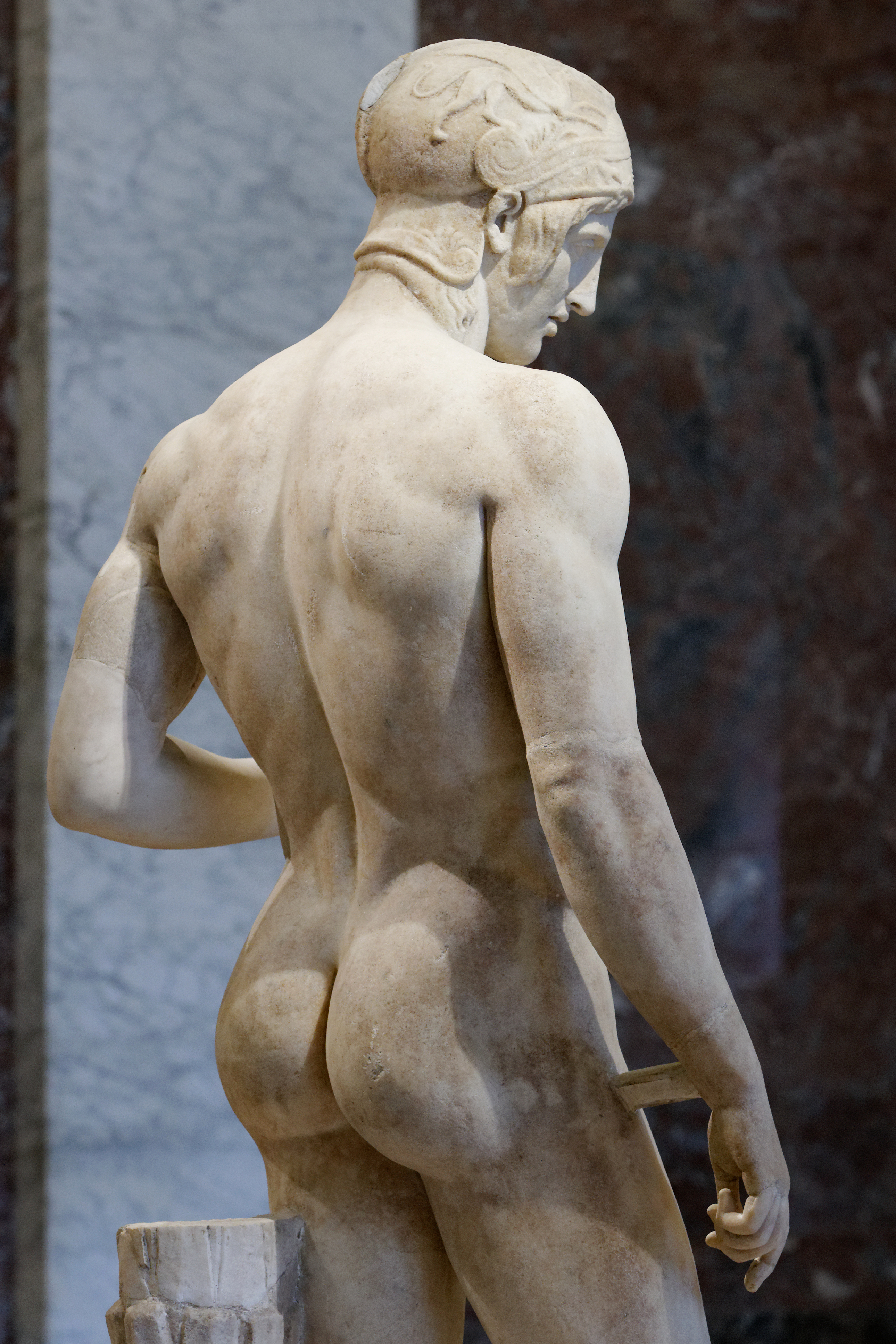
Ares Borghese, espalda y nalgas.
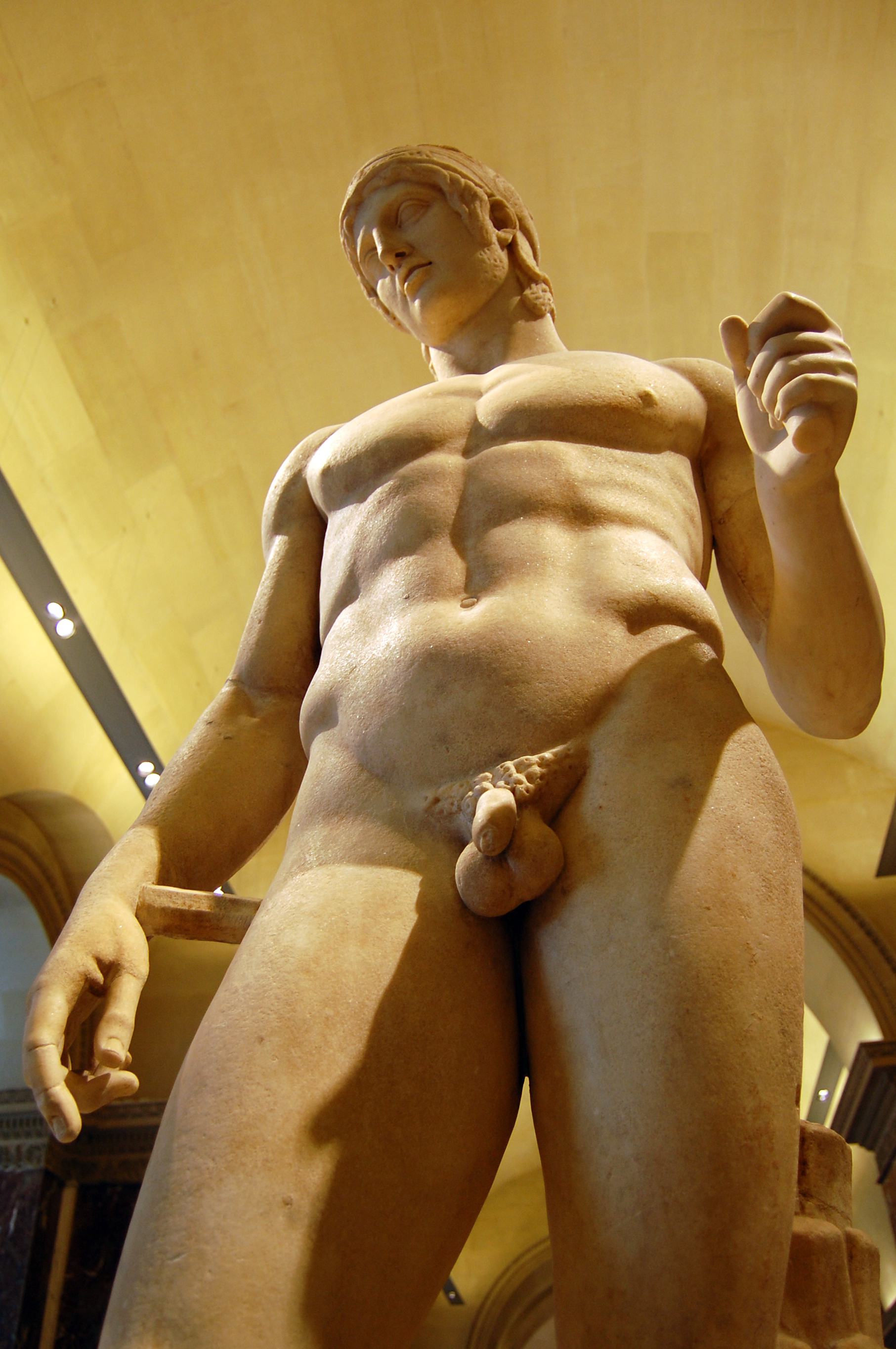
Vista desde abajo.
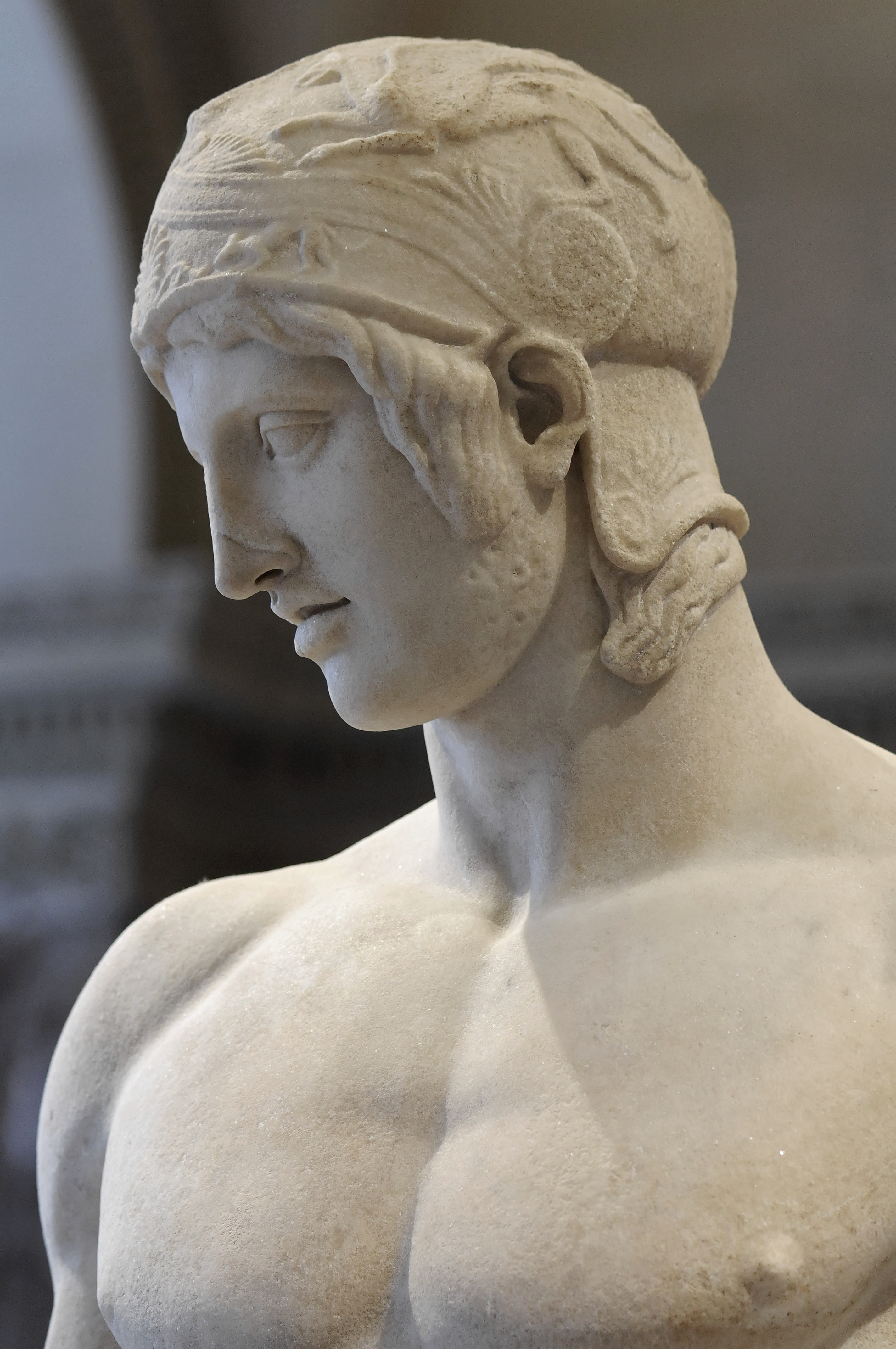
Busto, detalles del casco.

## Otras estatuas antiguas del tipo Borghese
El tipo estatuario era conocido, ya que existen una veintena de copias,, sobre todo en la Gliptoteca de Múnich (inv. 212) o en la Centrale Montemartini (MC 795). La pose se reutilizó para estatuas de emperadores romanos, solas o con una estatua de Venus que representaba a la emperatriz. El Ares de Leptis Magna también es del tipo Borghese: se trata de una estatua romana de mármol, expuesta en el Museo Arqueológico de Trípoli en Libia.

## Copias

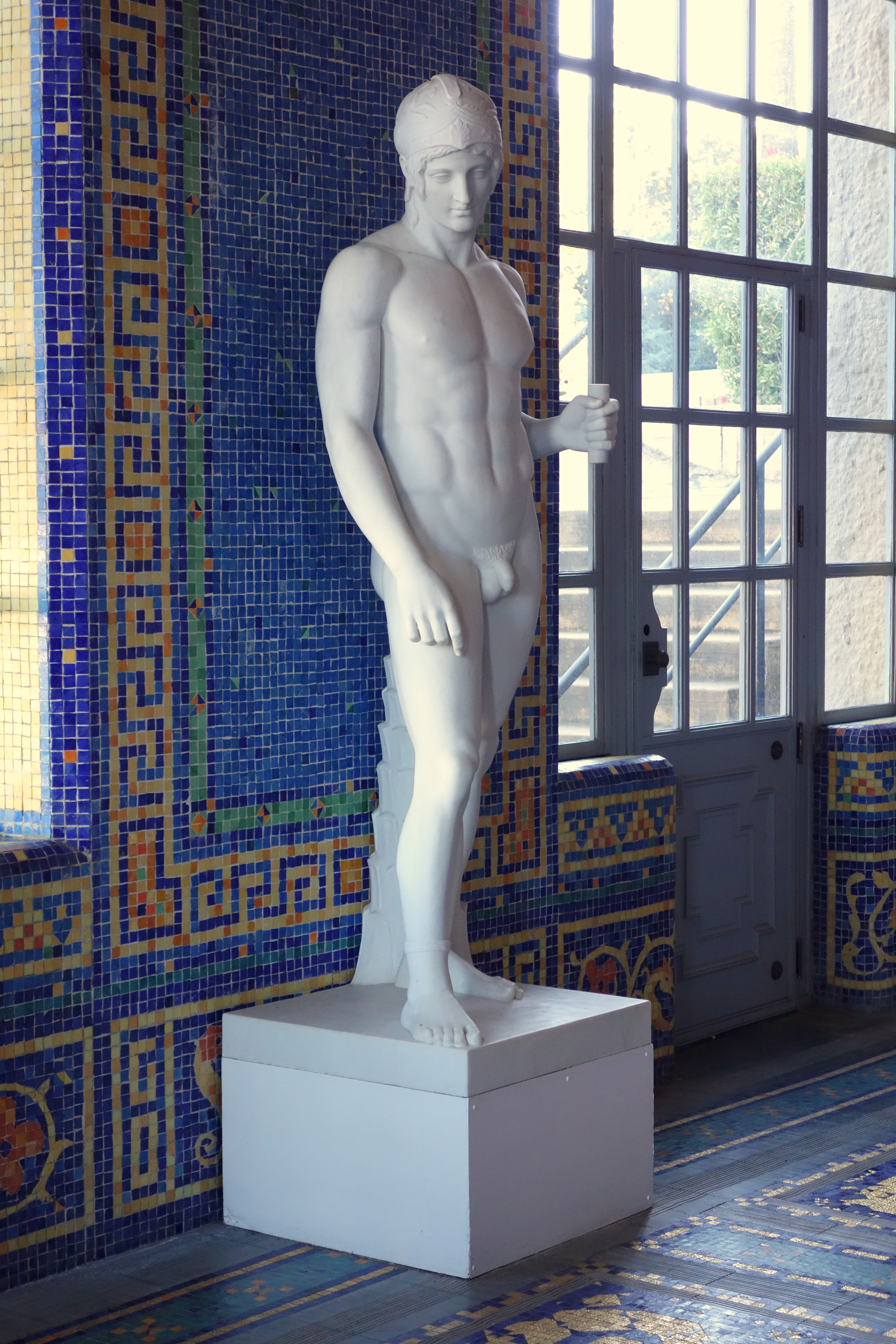
Copia del Ares Borghese realizada por Carlo Freter para el Castillo Hearst, California, Estados Unidos de América.

Existen varias reproducciones modernas del Ares Borghese en el mundo:
- Copia expuesta en les jardins du château de Chantilly, en el Vertugadin, el jardín en pendiente situado al fondo del parque: data de 1902 y sustituyó a una copia destruida durante la Revolución francesa.[27] A los pies de esta estatua se rodó una escena de la película Le Bal des maudits (1958). Robada en diciembre de 1989, una nueva copia ha sido instalada en su zócalo. Esta copia fue realizada a partir de un escaneado en 3D de la estatua del Louvre por Alain Bourson; la obra fue esculpida por Patrick Laroche en un bloque de piedra procedente de las canteras de Degan, en Saint-Maximin.[27] La estatua actual pesa 390 kg y fue financiada por los Amigos del Museo Condé.[27]
- Copia realizada por Carlo Freter para el Castillo Hearst, California, Estados Unidos de América;
- Copia situada en el primer piso de la fachada oeste de la Cour carrée du Louvre, Francia.